# 楊鼎卿
杨鼎卿（1619年8月24日—1646年），字愛生，貴州貴陽府新貴縣（今贵州贵阳）人，隸屬南京錦衣衛籍，南明將領，因反清復明，被清兵處死。
兵部郎中杨文骢长子。南明弘光元年（1645年，清順治二年），清兵陷金陵（今江蘇南京），鼎卿随父楊文驄退至苏州，又退至处州（今浙江丽水）。隆武朝，授左都督、太子太保。隆武二年（1646年），刼殺齋教老官齋首領姚普善，在仙霞岭與清兵作战失利，退至蒲城，和其父被俘殺，全家36人皆殉国。